# 旭海號船塢登陸艦
旭海號船塢登陸艦（LSD-193）是中華民國海軍的船塢登陸艦，目前隸屬於海軍一五一艦隊。本艦於美國海軍服役時的艦名為彭薩科拉（Pensacola, LSD-38），參與過波斯灣戰爭、銀色覺醒行動與科索沃戰爭，並獲得美國海軍功績單位嘉獎與兩枚海軍功勳單位獎章。

## 艦歷

### 美國海軍
本艦於1969年3月12日於麻薩諸塞州昆西市福尔河造船厂開工，翌年7月11日下水，並以佛罗里达州彭薩科拉市命名為「彭薩科拉」（Pensacola）。
該艦成軍後即造訪彭薩科拉市，隨後赴波多黎各庫萊布拉島參與「跳板」兩棲登陸演習（Operation Springboard）與「異域舞者」五號多國聯合演習（Operation EXOTIC DANCER V）。此後，彭薩科拉號持續在地中海與加勒比海值勤，1991年波灣戰爭爆發時於沙漠之盾行動中向前線大量投送兵力，並在南方守望行动中為聯軍提供補給。該艦於1997年阿爾巴尼亞內戰中執行代號為「銀色覺醒」（Operation Silver Wake）的撤僑行動，另於科索沃戰爭前期持續於該區域值勤。
彭薩科拉號船塢登陸艦於1999年售予中華民國海軍，9月30日自美國海軍正式除役。

### 中華民國海軍
為接收彭薩科拉號船塢登陸艦，中華民國海軍於1999年7月4日派遣人員赴美国弗吉尼亚州诺福克海军基地進行訓練，9月30日接艦後即進行維修與升級，2000年4月17完成維修後自諾福克啟航，經巴拿馬運河、夏威夷、關島等地後抵達左營港。2000年7月21日，本艦於左營港水星碼頭舉行成軍典禮，時任總統陳水扁以屏東縣旭海村之名將其命名為「旭海軍艦」。
旭海軍艦在中華民國海軍主要負責金門、馬祖、東沙群島、南沙群岛等外島的兩棲運補任務，可向此類島嶼投送重型機具或大量物資，也可將需維修的設備載回台灣。該艦於戰時會與中和級戰車登陸艦等兩棲作戰艦艇組成兩棲作戰船團，作為「衛疆作戰計畫」中負責投射海軍陸戰隊的載台。

## 歷任艦長
| 美國海軍 | 美國海軍                             | 美國海軍 | 美國海軍       | 美國海軍       |
| 順序     | 姓名                                 | 軍銜     | 上任日期       | 卸任日期       |
| -------- | ------------------------------------ | -------- | -------------- | -------------- |
| 1        | Munnikhuysen, Henry Farnandis (Hank) | 上校     | 1971年3月27日  | 1972年10月4日  |
| 2        | Ramsey, William Edward               | 上校     | 1972年10月4日  | 1973年10月12日 |
| 3        | Fischer Jr., Theodore Arthur         | 中校     | 1973年10月12日 | 1975年8月29日  |
| 4        | Rothrauff, Thomas Benedict           | 中校     | 1975年8月29日  | 1977年7月25日  |
| 5        | Mitchell, Richard Floyd              | 中校     | 1977年7月25日  | 1979年12月7日  |
| 6        | Balut, Stephen John                  | 中校     | 1979年12 月7日 | 1981年12月17日 |
| 7        | Palen, Don Gilbert                   | 中校     | 1981年12月17日 | 1984年1月28日  |
| 8        | Fitch Jr., Rex Burnham               | 中校     | 1984年1月28日  | 1986年4月5日   |
| 9        | Scott, Robert Mitchell               | 中校     | 1986年4月5日   | 1988年7月2日   |
| 10       | Niedenthal, William Jerry            | 中校     | 1988年7月2日   | 1990年7月4日   |
| 11       | Nelms, Danny Charles                 | 中校     | 1990年7月4日   | 1992年3月30日  |
| 12       | Potopsingh, Flavius Constant         | 中校     | 1992年3月30日  | 1994年1月13日  |
| 13       | Henderson, Jerry                     | 中校     | 1994年1月13日  | 1995年1月17日  |
| 14       | Bauer Jr., Russell Arno              | 中校     | 1995年1月17日  | 1996年8月30日  |
| 15       | O'Brien, Eugene Terry                | 中校     | 1996年8月30日  | 1998年1月15日  |
| 16       | Curry Jr., Albert                    | 中校     | 1998年1月15日  | 1999年9月22日  |

## 獲得榮譽[3]
| Bronze star · Bronze star |                                                       | |
|                           | Bronze star · Bronze star                             | Bronze star · Bronze star · Width=44 scarlet ribbon with a central width-4 golden yellow stripe, flanked by pairs of width-1 scarlet, white, Old Glory blue, and white stripes |
|                           | Silver star · Bronze star · Bronze star · Bronze star | Bronze star · Bronze star |
|                           |                                                       | |

| 海軍功勳單位獎章 兩枚服役星章 | 海軍功勳單位獎章 兩枚服役星章 | 海軍功勳單位獎章 兩枚服役星章     | 海軍功績單位嘉獎                  | 海軍功績單位嘉獎              | 海軍功績單位嘉獎              |
| 海軍作戰效益獎章 兩次嘉獎     | 海軍作戰效益獎章 兩次嘉獎     | 海軍遠征獎章 兩枚服役星章         | 海軍遠征獎章 兩枚服役星章         | 國防部服役獎章 兩枚服役星章   | 國防部服役獎章 兩枚服役星章   |
| 西南亞服役獎章                | 西南亞服役獎章                | 武裝部隊服役獎章 八枚服役星章     | 武裝部隊服役獎章 八枚服役星章     | 人道主義服役獎章 兩枚服役星章 | 人道主義服役獎章 兩枚服役星章 |
| 北約獎章                      | 北約獎章                      | 科威特解放獎章 由沙烏地阿拉伯授予 | 科威特解放獎章 由沙烏地阿拉伯授予 | 科威特解放獎章 由科威特授予   | 科威特解放獎章 由科威特授予   |

## 圖集
- 與荷蘭皇家海軍進行操演的彭薩科拉號
- 於洪都拉斯外海進行兩棲登陸演習的彭薩科拉號
- 气垫登陆艇正在進入彭薩科拉號的塢艙
- 彭薩科拉號的塢艙

- 執行外島運補任務的旭海軍艦
- 駛入旭海軍艦塢艙的機械化登陸艇
- 旭海軍艦的直升機甲板